# Leptomya retiaria
Leptomya retiaria is een tweekleppigensoort uit de familie van de Semelidae. De wetenschappelijke naam van de soort is voor het eerst geldig gepubliceerd in 1885 door Hutton.